# Frednowy
Frednowy (deutsch Frödenau) ist ein polnisches Dorf in der Landgemeinde Iława im Powiat Iławski in der Wojewodschaft Ermland-Masuren. 2002 hatte das Dorf über 800 Einwohner. Es wurde gegründet in den Jahren 1316 bis 1326.
Aufgrund der Bestimmungen des Versailler Vertrags stimmte die Bevölkerung im Abstimmungsgebiet Marienwerder, zu dem Frödenau gehörte, am 11. Juli 1920 über die weitere staatliche Zugehörigkeit zu Ostpreußen (und damit zu Deutschland) oder den Anschluss an Polen ab. In Frödenau stimmten 165 Einwohner für den Verbleib bei Ostpreußen, auf Polen entfielen keine Stimmen.
Von 1975 bis 1998 gehörte das Dorf zur Woiwodschaft Olsztyn.
Im Dorf befindet sich eine Barockkirche von 1768 mit einem 1928 hinzugefügten Turm.
In Frednowy ist ein Putenhaltungszentrum des Unternehmens Indykpol ansässig.

## Persönlichkeiten
- Louis Sauerhering (1814–1889), Präsident der Klosterkammer Hannover